# Trelleborg AB

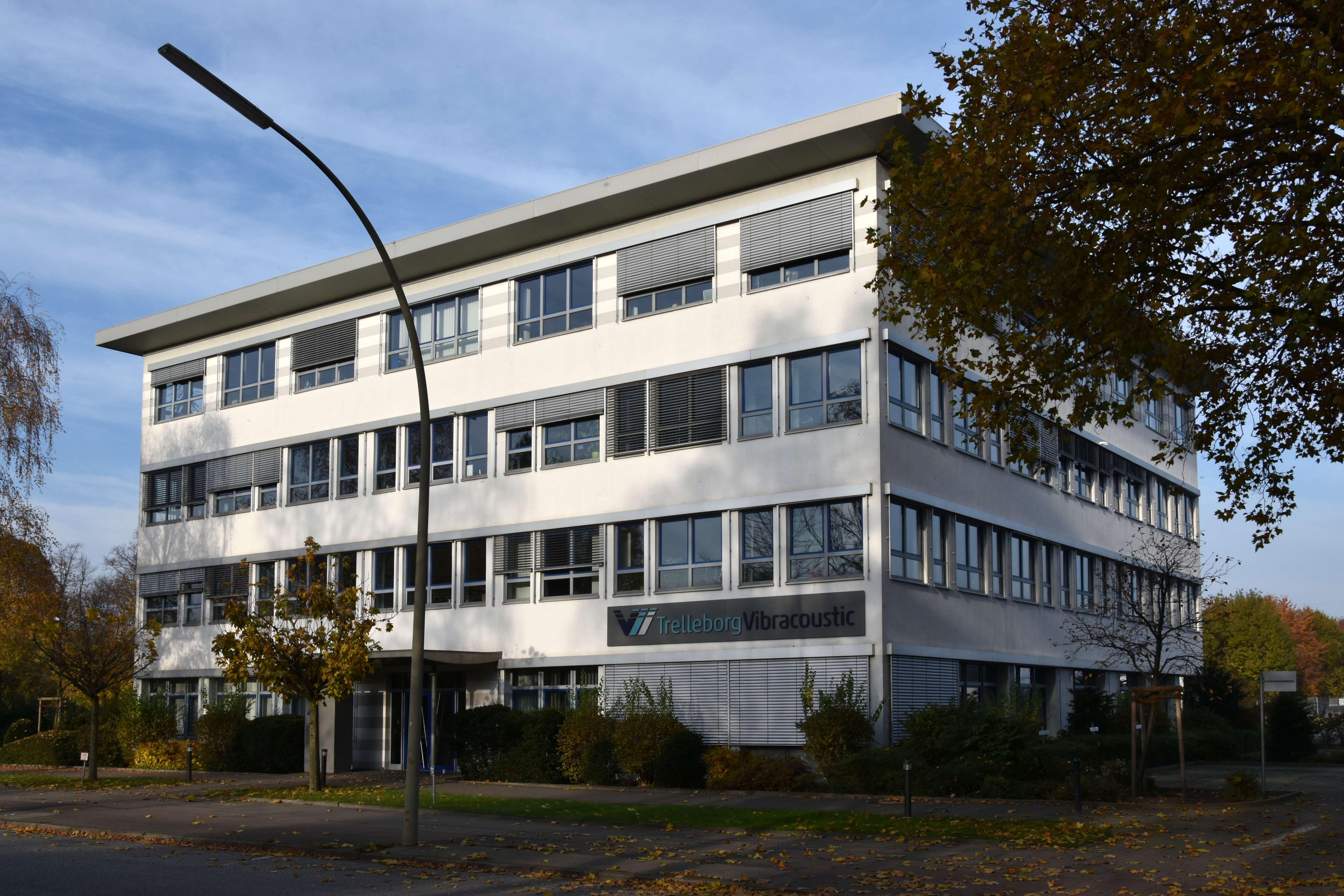
Trelleborg Vibracoustic in Hamburg-Harburg, 2015

Trelleborg TM 900 710/75 R 42 Reifen von Massey Ferguson 8740 S in Wilhersdorf, Ober-Grafendorf, Österreich (2018)

Trelleborg AB mit Sitz in Trelleborg ist ein schwedischer, weltweit tätiger Kunststoff-Konzern. Er wurde 1905 gegründet. Zu den Produkten des Unternehmens, das ursprünglich auf eine Gummifabrik zurückgeht, gehören Dämpfungs- und Dichtungssysteme sowie Reifen für Nutzfahrzeuge. Die Trelleborg-Gruppe hatte im Jahr 2022 mit 16.701 Mitarbeiter. 2023 lag der Umsatz bei ungefähr 34 Milliarden Schwedischen Kronen, zirka 3,4 Milliarden Euro. Das Unternehmen ist in 40 Ländern vertreten. Die Trelleborg-Aktie wird seit 1964 an der Stockholmer Börse gehandelt. Präsident und Vorstandsvorsitzender ist Peter Nilsson, dem Aufsichtsrat steht Johan Malmquist vor.

## Geschäftsbereiche
Trelleborg Industrial Solutions
- Zentrale: Trelleborg, Schweden
- Produkte: Schlauchsysteme, industrielle Dämpfungssysteme und ausgewählte industrielle Dichtungssysteme. Hier gründeten Trelleborg und Vibracoustic 2012 ein Joint Venture,[4] welches Vibracoustic 2016 allein weiterführte.[5]

Trelleborg Sealing Solutions
Seit 2003 bei Trelleborg, vormals Busak+Shamban in Stuttgart. Busak+Shamban war Anfang der 1950er Jahre gegründet worden.
- Zentrale: Stuttgart, Deutschland (Neubau 2018[10])
- Produkte: Dichtungssysteme für die Industrie, für den Bereich Automotive und für Einsätze im Luftfahrt-Sektor

Trelleborg Healthcare & Medical
- Produkte: u. a. Schläuche für Langzeitimplatate.[11] Hier hat Trelleborg etwa 2024 die chinesisch-australische Baron-Group übernommen und hat nun 15 Werke.[2] Der Bereich baute im selben Jahr ein Werk in Grecia (Costa Rica).[12]

Trelleborg Wheel Systems (bis 2022)
1999 gründete der Geschäftsbereich ein Joint Venture mit dem italienischen Konzern Pirelli. Seit 2001 ist Trelleborg alleiniger Inhaber der Lizenzrechte für die TM Profile von Pirelli Landwirtschaftsreifen. Pirelli produzierte seine Reifen unter der Profilbezeichnung PHP weiter. 2007 begann Trelleborg mit der Vermarktung von Galaxy-Reifen des amerikanischen Anbieters GPX in Europa. 2015 übernahm Trelleborg den tschechischen Reifenhersteller ČGS für 1,16 Milliarden Euro. Zu diesem gehörte der Reifenhersteller Mitas. 2022 übernahm Yokohama die Reifensparte von Trelleborg Trelleborg Wheel Systems. Der Bereich beschäftigte etwa 6.600 Mitarbeiter. Die Bezeichnung der Sparte lautet seitdem Yokohama TWS.

## Kritik
Wegen Preisabsprachen und Aufteilung des Marktes für Marineschläuche mit vier anderen Herstellern („Marineschlauch-Kartell“) von 1986 bis 2007 musste Trelleborg 2019 eine Geldbuße von 24,5 Millionen Euro an die Europäische Union zahlen.